# Sido Mulyo (Kuta Makmur)
Sido Mulyo is een bestuurslaag in het regentschap Aceh Utara van de provincie Atjeh, Indonesië. Sido Mulyo telt 3364 inwoners (volkstelling 2010).